# 双角卵蟹
双角卵蟹（学名：Gomeza bicornis）为盔蟹科卵蟹属的动物。分布于日本、澳大利亚、印度尼西亚、新加坡、斯里兰卡，包括东海等海域，生活环境为海水，一般生活于水深30-50米的软泥底。